# Nova Monte Verde
Nova Monte Verde là một đô thị thuộc bang Mato Grosso, Brasil. Đô thị này có diện tích 6500,166 km², dân số năm 2007 là 8071 người, mật độ 1,24 người/km².